# Dolno Novkovo, Tărgoviște
Dolno Novkovo (în bulgară Долно Новково) este un sat în comuna Omurtag, regiunea Tărgoviște,  Bulgaria. 

## Demografie
Componența etnică a satului Dolno Novkovo
     Turci (76,77%)
     Bulgari (14,19%)
     Nicio identificare (7,09%)
     Altele (1,93%)
La recensământul din 2011, populația satului Dolno Novkovo era de 155 locuitori. Din punct de vedere etnic, majoritatea locuitorilor (76,77%) erau turci, cu o minoritate de bulgari (14,19%). Pentru 7,09% din locuitori nu este cunoscută apartenența etnică.